# Β-内酰胺

2-氮杂环丁酮，最简单的β-内酰胺

β-内酰胺（英語：β-lactam）是一种四元内酰胺环，内酰胺（Lactam）指环状的酰胺。因氨基在酰胺结构第β个碳原子上组成四元环，故称β-内酰胺。同理，若氨基在酰胺结构第γ、δ个碳原子上组成五元环、六元环，则分别称γ-内酰胺、δ-内酰胺。

青霉素的核心结构